# Кастелан
Кастелан (на латински: castellanus, на английски: castellan, на италиански: castellano, на френски: châtelain, на немски: Burgmann, на португалски: alcaide) е титла, използвана в Средновековна Европа за назначен служител – управител на замък и околните му територии, наричани „кастеланство“. Титлата „губернатор“ се запазва в английската затворническа система като остатък от средновековната идея за кастелана като ръководител на местния затвор. Думата произлиза от латинското castellanus, произлизащо от castellum – замък. Понякога известен също като constable на района на замъка, конетабълът на Тауър всъщност е вид кастелан с представителни правомощия в местното или националното събрание. Кастеланът почти винаги е мъж, но понякога може да е и жена, както когато през 1194 г. Беатрис дьо Бурбур наследява кастеланството на баща си Бурбур след смъртта на брат си Роже. По подобен начин Агнес става кастеланка на замъка Харлех (в Харлех) след смъртта на съпруга си Джон дьо Бонвияр през 1287 г.

## Първоначални функции
След падането на Западната Римска империя в Западна Европа мигрират чужди племена, причинявайки междуособици. Отговорът на повтарящата се инвазия е да се създадат укрепени райони, които се превръщат в замъци. Някои военни лидери получават контрола над няколко области, всяка със замък. Проблемът се крие в упражняването на контрол и власт във всяка област, когато лидерът може да бъде само на едно място в даден момент. За да преодолеят това, те назначават кастелани като свои доверени васали, които да управляват замъка в замяна на задължения към господаря – често благородник.
През 9 век, когато укрепленията се подобряват и кралете изпитват трудности да карат подчинените си да плащат данъци или да изпращат военната помощ, която са поискали, властта на кастеланите нараства, като те държат феода, без много да се притесняват за исканията на своя господар. Това се променя с нарастването на властта на кралете и когато императорите на Свещената Римска империя заменят непокорните васали с назначаването на съперничещи им министериали.

## Задължения
Обикновено задълженията на кастелана се състоят от военната отговорност за гарнизона на замъка, поддържането на отбраната и защитата на земите на замъка, съчетано със законното управление на местните земи и работници, включително домашния персонал на замъка. Отговорността се прилага дори когато в замъка няма постоянен кастелан или ако той често отсъства. Кастеланът може да упражнява силата на „вето“, тоест да гледа съдебни дела и да събира глоби и данъци от жителите, и да събира местни мъже за защитата на района или кралството. Има прилики с владетеля на имението (на английски: Lord of the manor). Кастеланите имат правомощията да администрират цялото местно правосъдие, включително присъдите и наказанията до и със смъртното наказание, както когато през 1111 г. залцбургският кастелан хваща министериала да подклажда въоръжен бунт и ослепява нарушителя. По-късно кастеланът идва да служи като представител на народа на неговото кастеланство. Така се случва и с кастелана на Брюж, когато бюргерите се застъпват за повече привилегии и свободи от графовете на Фландрия.

### Кастелани и евреи
Особена отговорност в Западна Европа се отнася до юрисдикцията върху живущите там еврейски общности, граничещи с Ламанша. Конетабълът на Тауър и онези кастелани, подчинени на херцозите на Нормандия, са отговорни за управлението им. Вивиан Липман излага четири причини за това: замъците осигуряват отбрана, те са центрове на администрацията, техните подземия са използвани като затвори и кастеланите могат да се обърнат към еврейската общност за пари назаем, тъй като лихварството е забранено за католиците.

## Кастеланство
Кастеланството (castellania) е термин, обозначаващ район, управлявана от кастелана. Кастеланствата се появяват през Средновековието и в повечето настоящи суверенни държави сега са заменени от по-модерен тип окръжно подразделение. Думата произлиза от „замък“ и буквално означава обхвата на земята и юрисдикцията, прикрепена към даден замък.
Има еквивалентни, често сродни термини на други езици. Примерите за френските châtelainies включват кастеланствата Иври-ла-Батай, Нонанкур, Паси-сюр-Ер, Вернон и Гайон, всичките в Нормандия, които съгласно договора от Исудюн от 1195 г., след войната с английския крал Ричард I, са придобити за френската корона от крал Филип II.
Примерите за кастеланства в Полша включват Ленчица и Шерадз (и двете херцогства по едно време), Шпицимерж, Розпша, Волбож в Лодзкото войводство и Войнич в Малополското войводство или Отмухов в Силезкото войводство.

## Национални различия

### Франция
Във Франция кастеланите (известни на френски като châtelains), които управляват кастеланства без живущ там граф, придобиват значителни правомощия, така че позицията им става наследствена. До 10 век фрагментацията на властта става толкова широко разпространена, че в Макон например, където кастеланът е основната единица на управление, няма ефективно административно ниво над него, така че графовете на Макон са до голяма степен игнорирани от техните подчинени кастелани от около 980 до 1030 г. През 12 век кастеланите стават сами по себе си „господари“ и са в състояние да разширят териториите си, за да включват по-слаби кастеланства. Така кастеланът на Божю успява да завладее земи в Лион, а кастеланът на Уксел анексира първо Бриансон, след това Сенсе льо Гран и накрая л'Епервиер.
В други области кастеланите не успяват да се издигнат до благороднически статут и остават местни служители на благородник. По време на Стария ред кастеланите са ръководители на местната кралска администрация и тяхната власт е делегирана допълнително на техните заместници.
Всички останали господарства и местни кралски администратори са премахнати по време на Френската революция. През 19 и 20 век „кастелан“ е наричан собственикът на замък или имение, в много случаи той е фигура на властта в своята енория подобно на английския скуайър.

### Германски земи
В Германия кастеланът е известен като Burgmann или понякога като Hauptmann („капитан“), който докладва на господаря на замъка (Burgherr), също често известен като бурграф (Burggraf). Бургманът може да е или свободен благородник, или министериал, но във всеки случай той управлява замъка като васал. Министериалът е изцяло подчинен на господаря и е под негов контрол. Министериалите заменят свободните благородници като кастелани на Хьоензалцбург при мандата на Конрад I фон Абенсберг като архиепископ на Залцбург от 1106 до 1147 г., започвайки с Хайнрих фон Зеекирхен през 1130-те г.

### Унгария
В средновековното Кралство Унгария кастеланът е наричан várnagy, а в латинските хроники той се появява като castellanus. Господарят на замъка има много сходни функции с тези в Германските земи. В Унгария кралят първоначално назначава кастелани от своя двор за управлението на замъците и имотите. По-късно титлата на кастеланите се прехвърля на най-могъщите благородници.

### Йерусалим
В даден период има кастелан, номиниран измежду висшите длъжности на Йерусалимското кралство (конетабъл, маршал, сенешал, камерлинг, иконом и канцлер). Анселм е първият такъв кастелан от ок. 1110 г.

### Малта
Кастелан е установен във Валета на остров Малта. 

### Полша
В Кралство Полша и по-късно в Жечпосполита кастеланите (на полски: Kasztelan) са на най-ниското стъпало на териториалната администрация на страната и се полагат на войводи (с изключение на краковския бурграф, на полски: Burgrabia krakowski), който има предимство пред войводата на Краков. Кастеланите отговарят за подразделение на войводството, наречено „кастелания“ (на полски: Kasztelania) до 15 век. Оттогава нататък кастеланствата, в зависимост от техния размер, или стават провинции, или в случая на по-малки владения са заменени с повети и ролята на кастелана става почетна и е заменена in situ от староста. Кастеланите в Жечпосполита са със сенаторски ранг и често са назначавани от благородниците, но не само.

### Португалия
В Португалия кастеланът е известен като Alcaide. По-късно ролята му се превръща в почетно звание, присъждано от краля на Португалия на дадени благородници. Тъй като почетният носител на поста на Alcaide често не живее близо до замъка, започва да се назначава делегат, който да го управлява ефективно на негово място. Почетният носител на поста става известен като alcaide-mor (по-голям alcaide), а делегатът става известен като alcaide pequeno или alcaide-menor (по-малък alcaide).